# Stepanos Orbeljan
Stepanos Orbeljan (Step̕annos Ôrbêlean, armenisch Ստեպանոս Օրբելյան, wiss. Transliteration Stepanos Ôrbelyan, ca. 1250/60; † 1303 oder 1305) war ein armenischer Historiker im 13. Jahrhundert. Er war auch Metropolit von Siuni. Er ist vor allem für seine Geschichte von Siuni bekannt, welche die Geschichte Armeniens von Moses von Choren weiterführt.

## Leben

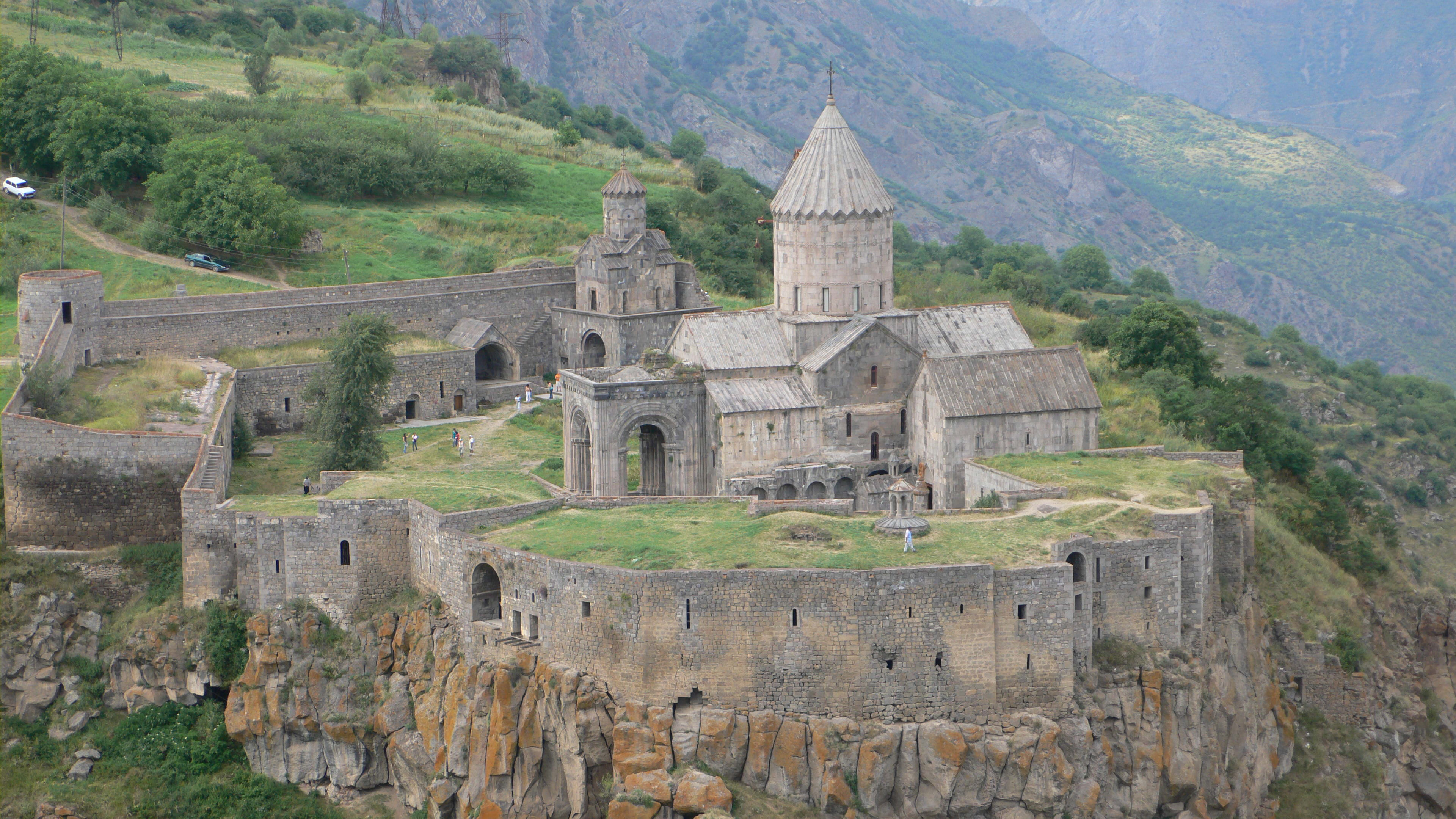
Der Kloster-Komplex von Tatev.

Stepanos Orbeljan stammt aus der Familie Orbelian, den Fürsten von Sjunik. Er wurde in der zweiten Hälfte des 13. Jahrhunderts geboren, erhielt seine Ausbildung in einem Priesterseminar und zeigte eine gewisse Vorliebe für Literatur und Musik. 1285 schickte ihn sein Vater, Tarsayich Orbelian, ins Königreich Kleinarmenien, um ihn dort zum Metropoliten weihen zu lassen. Drei Monate lang war er dort Gast von König Leon III., bevor er sich weigerte, für das Katholikat zu kandidieren, und 1287 nach Sjunik zurückkehrte; er ließ sich dort im Kloster Tatew nieder, wo er seine Hauptwerke schrieb.
Stepanos starb 1303 oder 1305 und wurde im Familienmausoleum im Kloster Norawank beigesetzt. Das Chatschkar seines Grabes wurde 1304 vom Bildhauer Momik hergestellt (oder 1306). Offenbar hatte Momik zuvor auch ein Manuskript für Stepanos illuminiert.

## Werk
Das bekannteste Werk von Stepanos Orbelian, die Geschichte von Siuni (1297), behandelt die Geschichte von Sjunik und der Fürstenfamilie Orbeljan. Bevor er begann zu schreiben, führte er umfangreiche Recherchen durch und nutzte dabei verschiedene Quellen wie Reden, Briefe, Kolophone, frühere armenische Chroniken und georgische Werke. Wie seine Vorgänger beginnt Stepanos kurz mit der Erschaffung der Welt und Adam und Eva (die er mit den Siunidenfürsten in Verbindung bringt), bevor er schnell zur Geschichte von Siunia gelangt, von König Trdat I. bis zum 13. Jahrhundert; er beschreibt insbesondere die Rivalitäten zwischen Orbelian und Zakarian. Das Buch ist eine wichtige Quelle zur Regionalgeschichte und einzigartig in diesem Genre.
Er verfasste auch den „Trauergesang auf die Kathedrale“ (1300), ein allegorisches Gedicht, welches sich den „Trauergesang auf die Stadt Edessa“ von Nerses IV. Schnorhali zum Vorbild nimmt. Er betrauert darin besonders die Mongoleneinfälle im Zacharidischen und die Mamluken-Eroberungen im kilikischen Armenien (die fragliche Kathedrale ist Etschmiadsin). Er schrieb auch ein Argument gegen den Dyophysismus (1302); dieses dogmatische Werk ist eine Verteidigung des armenischen Bekenntnisses und Glaubens gegen Gerüchte einer Vereinigung der Armenisch-Apostolischen Kirche mit der römisch-katholischen Kirche.